# ATARU
《ATARU》(아타루)는 2012년 4월 15일부터 6월 24일까지 TBS 계열의 《일요극장》(21:00 ~ 21:54〈JST〉)에서 방송된 일본의 텔레비전 드라마이다. 나카이 마사히로 주연. 사쿠라이 타케하루 각본에 의한 오리지널 작품.
2013년 1월 6일에 속편인 스페셜 드라마 《ATARU 스페셜~뉴욕으로부터의 도전장!!~》이 방송되었고, 2013년 9월 14일에 영화화 작품 《극장판 ATARU THE FIRST LOVE & THE LAST KILL》이 개봉되었다.

## 개요
서번트 증후군으로 특수한 능력을 숨긴 정체 불명의 청년·아타루, 사건 현장에서 경찰이 찾아낼 수 없었던 증거를 눈치채며 사건 해결의 실마리가 되는 키워드를 발표해, 그를 둘러싸는 형사들이 그 말을 힌트로 삼아 사건의 진상을 추궁해 가는 모습을 그린다. 1화 완결의 스토리로, 아타루의 태생도 서서히 밝혀 가는 구성이 된다.
각본은 《파트너》, 《과수연의 여자》를 다루어 온 사쿠라이 타케하루. 주연의 나카이 마사히로는 2009년 후지 TV 《결혼 활동!》 이래 3년 만의 연속 드라마 주연이 되어, TBS의 드라마 주연은 2004년의 《모래그릇》 이래 8년 만이 된다. 촬영은 3월 상순에 개시.또, 《일요극장》에서의 완전 오리지널 작품의 방송은, 2010년도 동기(2011년 1월 ~ 3월)에 역시 SMAP의 멤버인 쿠사나기 츠요시가 출연한 《겨울의 벚꽃》 이래 다섯 작품 만이 된다.

## 등장인물

### 주요 인물
아타루/쵸코자이 - 나카이 마사히로 (유년시절：후지모토 히류)
래리와 함께 미국에서 온 서번트 증후군의 청년. 래리에게는 〈아타루〉라고 불리고 있지만, 본인은 〈쵸코자이〉라고 자칭하고 있다.
현장에 있는 것이나 흔적을 본 것만으로, 그 물건의 생산국 또는 성분을 알아 맞추거나 하는 등 높은 통찰력·흩어지는 사진을 한번 본 것만으로도 기억하는 높은 기억력을 가져, 그것을 전할 때는 힌트인 듯한 키워드로서 발표한다. 또 그 단어와 관련있는 물건을 직접 구입하여 전달 수 있다.
상대의 가르침이 전해지면 "업데이트되었습니다"라며 그 상황에 대응할 수 있도록 이해하지만, 그러기 위해서는 상대가 같은 것을 "3회" 반복해야만한다. 싫은 것이 강요되면 뒤로 돌거나 상대를 팔꿈치로 가격 또는 본인이나 상대의 팔을 깨문다. 뭔가를 생각할 때 뺨에 손을 가져다 대는 버릇이있다. 사건의 수사를 시작할 때에는 "mission accepted"라고 중얼 거리고, 해결하면 "mission accomplished"라고 말하고 눈물을 흘린다.
"싱크로나이즈 스위밍 형사"라는 미국 드라마를 오후 3시에 시청하며, 때때로 드라마의 결정적 대사를 중얼거린다. 좋아하는 것은 스피디社의 케첩과 허니 머스터드 아침 식사는 "GOOD TREASURE SOUP" 카레 스프만 먹는다. 점심은 핫도그. 마이코의 설득으로 돈베의 카레 우동 국물만을 마시게 되지만, 마이코가 우동을 먼저 먹지 않으면 스프를 입에 대지 않고, 핫도그는 양상추를 넣지 않으면 인정하지 않는 등 까다로운 식성이다. (단 조건에 따라 업데이트하고 먹게하는 것은 가능)
언제나 같은 흰색과 베이지색의 복장으로 햄스터 인형을 가지고 다닌다.
처음에는 인터넷 카페에서 머물렀지만, 마이코의 권유로 그녀의 아버지가 경영하는 아파트에 살게된다.
사와 슌이치 - 키타무라 카즈키
경시청 수사일과 제4강행범 제12계택반 주임 경부보. 칸사이 사투리의 초연한 성격으로, 감정적으로 되기 쉬운 마이코를 감싸주거나 달래는 역할을 맡는다. 아타루가 중얼거리는 말을 알아 들을 수 없을 때가 있다.
에비나 마이코 - 쿠리야마 치아키
사와반 순사부장. 사와추천으로 수사 일과에 배속된다. 경시청의 광고탑으로서 다루어져 미인 형사로서 사진집이나 DVD가 발매되고 있지만, 본인은 일로 성과를 내고 싶다고 생각하고 있다.

### 에비나가(家)
에비나 쇼 - 타마모리 유타 (Kis-My-Ft2)
마이코의 남동생. 의대생으로, 고교시절에는 밴드를 했었다.
에비나 타츠오 - 리쥬 고
마이코와 쇼의 부친.
에비나 마리코 - 오쿠누키 카오루
마이코와 쇼의 모친. 15년전에 자살했다.

### 경시청
나카츠가와 요지 - 시마다 큐사쿠
제4강행범 제12계 계장.
아츠미 레이지 - 타나카 테츠시
감식과·과수연 연락계.
노자키 하스오 - 치하라 세이지
사와반 경부보.
이누카이 코시로 - 나카무라 야스히
조회 센터 소속.
마츠시마 코키 - 쇼노자키 켄
사와반 순사부장.
이시카와 유이 - 미츠무네 카오루 (당시 AKB48 연구생)
감식과·기동 감식계.
쿠로키 나가마사 - 나카무라 마사야
사와반 순사부장.
타마쿠라 타카시 - 미요시 히로미치
사와반 순사부장.

### 아타루의 관계자
초코자이의 아버지 - 이치무라 마사치카 (특별 출연)
아타루의 유년시절의 기억에 등장한다.
래리 이노우에 - 무라카미 히로아키
FBI의 관계자.

## 각 화 스토리·게스트

### CASE01
사이키 카오루 - 이타야 유카
야스히로의 아내.
점원 - 로라
아타루가 케찹을 구입한 외자계 슈퍼 〈20 MART〉의 점원.
ROLLY (본인)
〈20 MART〉에 들르고 있던 참, 아타루가 발하는 허밍의 의미를 절대 음감으로 알아 맞춘다.
사이키 야스오 - 이케다신
〈요도바시 화학〉 영업부 과장. 작년까지는 용접 기사였다.

### CASE02
사오토메 노부코 - 사카이 마키
사오토메의 아내. 남편의 바람기가 원인으로, 이혼한다고 하는 단계까지 관계가 악화되었던 시기가 있었다.
쇼다 미사키 - 히즈키 하나
신사복점 〈신사복 하루야마〉의 죠난 에리어 매니저. 사오토메의 바람기 상대로, 2년전에 헤어졌다고 마이코에게 이야기한다.
사오토메 류 - 카미오 유우
신사복점 〈신사복 하루야마〉의 오모리점 점장. 죽기 전에는 부정맥등의 나쁜 건강 상태를 보였다.
마스모토 오사무 - 카나야마 카즈히코
마스모토 의원 의사. 사오토메 류의 주치의로 심장병의 약을 처방한다.
마스모토 사에구사 - 사이토 레이
오사무의 아내. 마스모토 의원 간호사. 사오토메 류는 같은 대학에 다니고 있던 동급생.
아비코 사토시 - 스가와라 다이키치 (CASE03)
관할 생활 안전과 계장 보호 주임자. 초코자이의 보호 수속을 담당한다.

### CASE03
신원 불명의 초코자이를 생활 안전과로 보호하는 것에 따라, 검사를 받게 하기 위해 초코자이를 병원에 데리고 가는 사와와 마이코. 마이코는 초코자이가 발달 장애인 것을 알아, 요욕을 받고 있던 시설을 조사하면 아타루의 태생을 알지도 모른다고 담당 의사가 설명한다. 그런 가운데, 광고 대리점 사장 유게 카츠노리의 익사체가 아리아케 항에서 발견된다. 밤낚시의 한중간에 벼랑으로부터 전락한 사고사라고 판단되지만, 마이코는 독자적으로 수사를 개시, 피해자가 바람을 피고 있던 것을 밝혀낸다. 한층 더 사체의 사진을 본 초코자이의 〈fracture〉 〈떨어진 것은 어느 쪽?〉이라는 발언으로부터 사체의 불가해한 상황이 판명, 살인의 가능성이 부상한다. 이윽고 갑자기 피해자의 회사에 온 초코자이의 〈블랙 멜론 보석 네일〉의 한마디로부터, 카츠노리의 바람기 상대와 짓눌린 인물의 존재가 떠오른다.
유게 케이코 - 타카하시 히토미
카츠노리의 아내. 남편의 바람기는 알지 못하고, 카츠노리가 아리아케 항에 나가고 있던 것은 〈아타미에서의 4일간의 출장〉이라고 전하고 있었다.
유게 타쿠미 - 아사리 요스케
카츠노리의 아들. 부친이 죽은 장소에서 부모와 자식으로 낚시를 했던 적이 있다.
코지마 유코 - 다카하시 아이
네일 살롱 〈모닝 사파이어.〉의 네일리스트. 카츠노리의 바람기 상대라고 의심되지만, 카츠노리의 장례에 나타났을 때에 타쿠미가 〈나의 여자친구입니다〉라고 형사에 고한다.
사카마키 죠 - 루오
광고 대리점 〈유게 광고사〉 전무.
유게 카츠노리 - 야지마 슌사쿠
광고 대리점 〈유게 광고사〉 사장.

### CASE04
키미하라 타쿠로 - 히라오카 유타
〈사고 과학 감정사〉 사고 감정계. 민간의 사고 감정인. 리코의 의뢰로 하시다의 사망 사건의 감정을 담당하지만, 리코의 뜻과 반대로 사건을 사고나 자살이라고 단정한다.
재판에서 변호측의 감정인으로서 경찰의 판단을 뒤집은 실적이 있어, 경찰을 깔보는 태도를 취해, 마이코를 아마추어라고 일축한다.
스즈하라 리코 - 키무라 후미노
토오루의 약혼자. 하시다가 자살했다고 하는 것을 믿지 못하고 있다. 키미하라와는 소꿉친구의 관계로, 키미하라가 리코를 좋아하고 있다.
사사이 에이코 - 안도 사쿠라
〈켄타키 플라이트 체크인〉 파일럿. 하시다에게 항공기의 조종을 지도한다.
산와 아츠히로 - 아난 켄지
〈켄타키 플라이트 체크인〉 사장.
하시다 토오루 - 나가오카 타스쿠
〈켄타키 플라이트 체크인〉 파일럿. 무허가 비행, 안전벨트 미착용, 부모에게 리코를 소개하지 않은 것 등 이해할 수 없는 행동이 많다.

### CASE05
카도쿠라 마쓰오 - 엔도 켄이치
테이토 의과 대학 정신과 교수.
아사오 시게키 - 오카다 요시노리
테이토 의과 대학 정신과 조수.
카츠라이 마도카 - 우스다 아사미
테이토 의과 대학 정신과 강사.
이게타 에츠시로 - 이케다 테츠히로
테이토 의과 대학 뇌외과의.
키타미 코우지 - 토네사쿠 토시히데
제약회사 〈優志 제약〉 MR(의약 정보 담당자).
오오시마 카오리 - 이와타 사유리
쇼의 의학생 동료의 한 명.
카마다 - 시미즈 카즈키／나카 - 치요 쇼타
쇼의 의학생 동료의 한 명.
우에마쓰 히데타카 - 코지마 야스시
테이토 의과 대학 정신과 교수. 전락사한다.
나카니시 마나부 (본인／신일본 프로레슬링)
하루 경찰서장에 와있던 프로 레슬러.

### CASE06
미나세 사키에 - 테라시마 사키 (어린 시절：이시이 모모카)
〈植哲 하이츠〉의 거주자.
이시미네 카츠오 - 카오 오사무
〈植哲 하이츠〉의 주인.
히가시 타이치 - 이시다 타쿠야
〈植哲 하이츠〉의 거주자.
ROLLY (본인)
무허가로 노상 라이브를 감행 해 경시청에 보도되었다.
나가오카 미치루 - 후세토시 유키
〈植哲 하이츠〉의 거주자.
결혼식의 커플 - 야구치 마리, 나카무라 토모야
쵸코자이 일행이 사키에와 만난 교차점 가까이에 있는 교회에서 결혼식을 올리고 있던 커플.

### CASE07
후쿠도메 사키에 - 마스 타케시
전 경시청 수사 일과의 반장으로 사와, 아츠미의 상사였다.
와다 타쿠마 - 진보 사토시
타키자와키타 파출소 소장.
카시와라 유미 - ICONIQ
타키자와키타 파출소 경관.
미야 쿄이치로 - 와타리 히로시
타키자와 경찰서 지역 과장.

### CASE08
코쿠쇼 료타 - 와타베 고타
택배우편 〈하토무네 운송〉 배달원.
카나우 나츠미 - 후쿠다 아야노
히무라가 건 통화 상대중 한 명.
코쿠쇼 쇼지 - 오카야마 하지메
코쿠쇼의 부친.
히무라 마사히토 - 스도 코이치
〈이토 토모 하임〉의 거주자.
이토 미노루 - 사카모토 마코토
히무라가 건 통화 상대중 한 명.
히무라 우메노 - 마츠모토 쥰
마사히토의 모친.

### CASE09
무라이 쿄코 - 모리와키 에리코
아키라의 모친.
무라이 아키라 - 쿠로사와 코우키
쿄코와 산에 놀러 오고, 쿄코가 낮에 쓰레기를 버리고 있을 때에 없어져, 사체가 되어 발견되었다.

### CASE10
코구레 아야카/토우카 - 아베 나츠미
쌍둥이 자매. 동생·토우카의 사고사에 납득이 가지 않는 언니·아야카는 사와에게 公原을 소개받아, 사고 감정을 의뢰한다.
公原 타쿠로 - 히라오카 유타
민간 사고 감정인.
모리 요이치 - 니시 코이치로
아야카의 약혼자였던 남성.
타카라이 마미 - 히로사와 소우
요이치의 새로운 여자친구.

### LAST CASE
보석점 주인 - 모리타 카즈요시
마리코, 타츠오가 결혼 반지를 산 보석점 〈키무라 귀금속점〉의 주인.

## 특별편
2013년 1월 6일에 정월기의 SP 드라마로 《ATARU 스페셜~뉴욕으로부터의 도전장!!~》이 오후 7시부터 4시간에 걸쳐 방송되었다.
연속 드라마판의 속편이며, 전작에선 이름만 등장한 쵸코자이의 남동생 타스쿠와 쵸코자이와 함께 훈련을 받아 같은 능력을 가지는 적·마도카가 등장, 마도카를 호리키타 마키가, 타스쿠를 오카다 마사키가 연기한다. 또 미츠무네 카오루는 출연하지 않고, 본편에서는 시마자키 하루카(AKB48)가 같은 감식과 기동 감식계 역으로서 출연한다. 테마는 〈가족이나 동료의 정〉.
이야기는 2시간씩 2부 구성이 되고 있어 오후 7시부터의 제1부는 《버려진 사건 전문 탐정사무소 이야기~〈아난 코타군 유괴 사건〉에 쵸코자이의 동료들이 도전한다!!~》가, 제2부는 《ATARU 완전 신작 스페셜 〈뉴욕으로부터의 도전장!!〉》이 방송되었다.

### 게스트
- 알렉산드로 카롤리나 마도카 (서번트 증후군인 여성·전 SPB 훈련생) - 호리키타 마키
- 이노구치 타스쿠 (쵸코자이의 남동생) - 오카다 마사키
- 미즈노 루미 (36세, 경시청 감식과·기동 감식계) - 시마자키 하루카 (AKB48)
- 스가와라 다이키치
- 마츠모토 미노루
- 타케토미 세이카
- 사츠카와 아이미
- 와타나베 마이
- 이데 타쿠야
- 나가이 츠토무
- 카노우 켄
- 엔도 카나메
- 와타나베 다이치

## 영화
상기의 스페셜 드라마 방송 종료 직후에 영화화가 발표되어 동시에 영화 공식 사이트가 오픈했다. 타이틀은 《극장판 ATARU THE FIRST LOVE & THE LAST KILL》로, 토호계로 2013년 9월 14일에 개봉되었다.

## 스태프
- 각본 - 사쿠라이 타케하루
- 연출 - 키무라 히사시, 요시다 켄, 한철
- 주제가 - 시이나 링고 〈자유로의 길동무〉 (EMI 뮤직 재팬)
- 연출 보조 - 야기 잇카이
- 프로듀스 - 우에다 히로키, 한철
- 프로듀스 보조 - 모리 가즈히로
- 음악 - 코노 신, 노형우(Roh Hyoung Woo), 하부카 유리
- 음악 프로듀스 - 시다 히로히데
- 음악 코디네이터 - 미조구치 다이고
- 극중 사용곡 - 타카하시 켄 〈금빛의 라이온〉
- 의료 감수 - 니시와키 슌지
- 간호 감수 - 요다 시게키
- 경찰 감수 - 후루야 켄이치 (비테크 인터내셔널)
- 과학 수사 감수 - 야마자키 아키라 (법과학 감정 연구소)
- 항공 감수 - 도쿄 항공 주식회사
- 취재 협력 - 국토 교통성, 운수 안전 위원회
- 음향 감수 - 일본 음향 연구소
- 영어 감수 - Brian Masato Kobo
- 촬영 - 가라사와 사토루, 사카모토 마사토시 (B 카메라)
- CG - 노자키 코이치, 아사쿠라 레이
- 칼라그레이팅 - 이시하라 야스타카
- 싱크로 연기 - 키무라 마야, 키무라 사야
- 외국인 배우 협력 - FRAME IN, Bay Side
- 특수 메이크 - 마츠이 유이치
- 총 효과 - BIG SHOT
- 액션 코디네이터 - 모리사키 에이지
- 제작 저작 - TBS

## 방송 일자
| 각 화                                                      | 방송일          | 부제                                                                                    | 연출                      | 시청률 |
| ---------------------------------------------------------- | --------------- | --------------------------------------------------------------------------------------- | ------------------------- | ------ |
| CASE 01(MISSION 01)                                        | 2012년 4월 15일 | 수수께끼의 청년이 중얼거리는 살인 사건의 키워드! 세계 최초의 신감각 미스터리 등장       | 키무라 히사시             | 19.9%  |
| CASE 02(MISSION 02)                                        | 2012년 4월 22일 | 증거 제로의 살인! 완전 범죄를 무너뜨려라!!                                              | 키무라 히사시             | 16.9%  |
| CASE 03(MISSION 03)                                        | 2012년 4월 29일 | 제멋대로인 남심 vs 기묘한 여자의 마음                                                   | 요시다 켄                 | 10.9%  |
| CASE 04(MISSION 04)                                        | 2012년 5월 6일  | 최대의 위기!! 초코자이 납치&천재 감정사의 함정                                          | 요시다 켄                 | 13.8%  |
| CASE 05(MISSION 05)                                        | 2012년 5월 13일 | 정말로 있었던 투명 인간 사건                                                            | 키무라 히사시             | 14.5%  |
| CASE 06(MISSION 06)                                        | 2012년 5월 20일 | 절대음감의 알려지지않은 살의                                                            | 한철                      | 17.4%  |
| CASE 07(MISSION 07)                                        | 2012년 5월 27일 | 안녕히 사나이들의 정!! 살인 형사                                                        | 키무라 히사시             | 13.5%  |
| CASE 08(MISSION 08)                                        | 2012년 6월 3일  | 쵸코자이의 정체와 목적!!                                                                | 요시다 켄                 | 14.7%  |
| CASE 09(MISSION 09)                                        | 2012년 6월 10일 | 유아 학대!! 그래도 마마(엄마)가 좋아                                                    | 한철                      | 17.1%  |
| CASE 10(MISSION 10)                                        | 2012년 6월 17일 | 아버지만이 알고 있던 살인 수법                                                          | 키무라 히사시             | 13.5%  |
| LAST CASE(LAST MISSION)                                    | 2012년 6월 24일 | 안녕히 쵸코자이!! 그리고 어머니의 죽음의 진상                                           | 키무라 히사시             | 17.4%  |
| 평균 시청률 15.6% (시청률은 간토 지방・비디오 리서치 조사) |                 |                                                                                         |                           |        |
| ATARU 스페셜 ~뉴욕으로부터의 도전장!!~                     | 2013년 1월 6일  | 버려진 사건 탐정사 이야기 ~〈아난 코타 군 유괴사건〉에 쵸코자이의 동료들이 도전하다!!〜 | 키무라 히사시 타키 유스케 | 10.4%  |
| ATARU 스페셜 ~뉴욕으로부터의 도전장!!~                     | 2013년 1월 6일  | ATARU 완전 신작 스페셜 〈뉴욕으로부터의 도전장!!〉                                      | 한철                      | 15.9%  |

- 첫회는 20분 확대 (21:00 ~ 22:14).

## 관련 상품

### Blu-ray·DVD
ATARU / Blu-ray BOX 감독판
2012년 11월 7일 발매. 발매원:TBS, 판매원:TC 엔터테인먼트
7매 세트, 550분＋특전 영상:약 175분. 17분 이상의 추가 영상을 포함한 감독판으로 발매되었다.
발매 첫 주의 11월 19일자 오리콘 주간 Blu-ray 랭킹에서 종합 7위, 4천매를 매상, 블루레이의 드라마 부문에서 선두를 기록했다.
ATARU / DVD BOX 감독판
발매일 등 위와 동일. 오리콘 주간 DVD 랭킹에서는 종합 5위, 첫 주 매상 4천매, 드라마 부문 선두.
ATARU 스페셜 / Blu-ray 프리미엄 에디션
2013년 9월 4일 발매, 발매원:TBS, 판매원:TC 엔터테인먼트
3매 세트(본편 디스크 1장+특전 디스크 2장). 미공개 장면을 더한 감독판. 프리미엄 에디션은 초회 한정으로 핑크 또는 블루의 오리지널 에코 백이 붙어있는 세트로 발매된다.
ATARU 스페셜 / DVD BOX 프리미엄 에디션
발매일 등 위와 동일.
ATARU 스페셜 / Blu-ray 스탠더드 에디션
발매일 등 위와 동일. 특전 디스크 없는 1매 세트.
ATARU 스페셜 / DVD 스탠더드 에디션
발매일 등 위와 동일. 특전 디스크 없는 1매 세트.

### 사운드트랙
- 일요극장 ATARU 오리지널 사운드트랙 (2012년 6월 6일 발매, Anchor Records)

### 서적
소설화
사쿠라이 타케하루·각본, 모모세 시노부·소설화 《ATARU》 가도카와 쇼텐 〈가도카와 분코〉, 전 4권
- I 2012년 4월 25일 발행, ISBN 978-4-04-100278-0
- II 2012년 5월 25일 발행, ISBN 978-4-04-100279-7
- III 2012년 6월 25일 발행, ISBN 978-4-04-100319-0
- SP~뉴욕으로부터의 도전장!! 2012년 12월 25일 발행, ISBN 978-4-04-100625-2

ATARU OFFICIAL BOOK
2012년 6월 11일 발매, 도쿄 뉴스 통신사 〈TOKYO NEWS MOOK〉 ISBN 978-4-86336-240-6
주간 2만 8000부의 매상에 의해 2012년 6월 25일자의 오리콘의 “책” 랭킹에서 첫등장 2위를 기록한다.
시나리오 책
월간 《드라마》 (에진샤) 2012년 6월호, 2012년 5월 18일 발행. 제1화, 제2화의 시나리오를 수록.